# Bullfrog
Bullfrog é uma Cidade fantasma no condado de Nye, estado de Nevada, nos Estados Unidos.

## Geografia
A menos de 2 km de Bullfrog encontram-se as  Bullfrog Hills e a cidade fantasma de  Rhyolite. As  duas cidades fantasmas estão a cerca de 190 quilómetros a noroeste de  Las Vegas, 97 quilómetros de Goldfield e a 140 quilómetros a sul de Tonopah.
A oeste, aproximadamente a 8 quilómetros de Bullfrog, as  Montanhas Funeral e as Grapevine montanhas da Cordilheira Amargosa, entre o Deserto de Amargosa no Nevada e o Vale da Morte, na Califórnia.
Bullfrog está próximo do  Goldwell Open Air Museum (que consiste em esculturas expostas ao ar livre) e do seu  Red Barn Art Center.

## História
Frank Shorty Harris e E. L. Cross descobriram em 4 de agosto de 1904, uma pequena colina que continha quartzo e listras de ouro.A cidade de Bullfrog foi fundada em março de 1905.Nos inícios de 1905, Rhyolite começou a desenvolver-se, surgindo uma feroz competição entre as duas cidades. O mês de maio de 1905 assinala o auge da curta existência de Bullfrog.Os lotes da rua principal da localidade foram vendidos por mais de 1.500 dólares. Foi construído um hotel com dois andares e nos finais de 1905 foi construído tal como a prisão. Outros empreendimentos foram um hotel de andares, uma pensão, uma loja, um banco e até uma casa de gelo.  A cidade, contudo foi sacudida por assaltos à mão armada, o que não ajudava a manter a segurança da cidade. Muitos partiram para a vizinha cidade de Rhyolite e em 1907 a cidade estava quase toda vazia.Em maio de 1907, encerrou o último negócio da cidade. Um dos símbolos da cidade (o hotel) sofrera um incêndio em 25 de junho de 1906. Em 15 de maio de 1909, ocorreu o encerramento da estação de correios e Bullfrog transformou-se numa cidade fantasma e abandonada.

## Vestígios
Na atualidade podemos ver como restos da cidade, a prisão e restos da fabrica do gelo.A sul de Bulfrog existe o cemitério Bullfrog-Rhyolite. Nos arredores, através da  State Route 374 to Rhyolite.é possível visitar o Goldwell Open Air Museum, com esculturas ao ar livre.